# Bunga mas

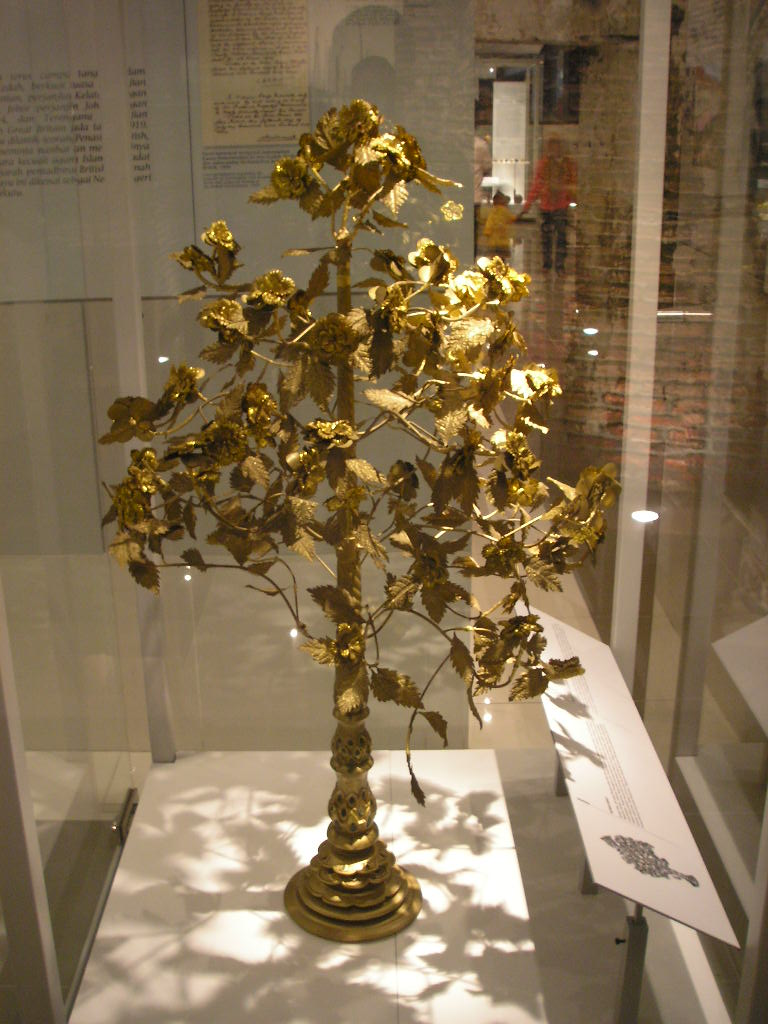
Une "bunga mas".

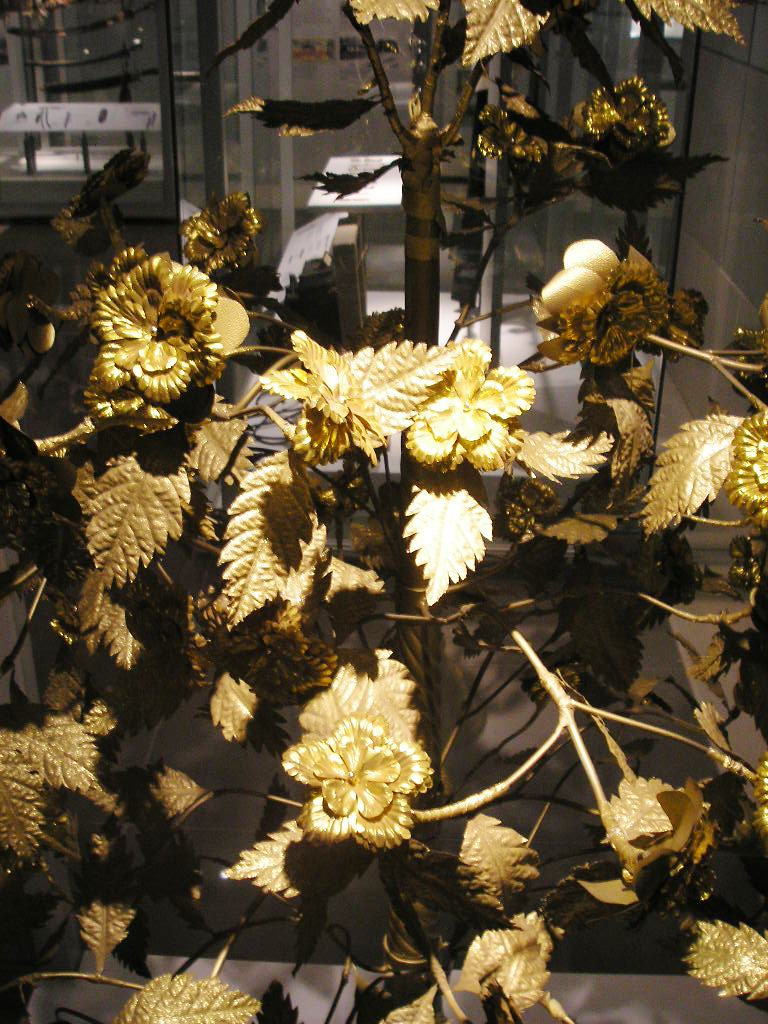
Bunga mas exposées au musée national de Kuala Lumpur en Malaisie

Le bunga mas dan perak (lit. "fleurs d'or et d'argent"), souvent abrégé bunga mas (Jawi: بوڠا مس "fleurs d'or"), était un tribut envoyé tous les trois ans pour le roi de Siam par ses états vassaux dans la Péninsule Malaise, en particulier, Terengganu, Kelantan, Kedah, Pattani, Nong Chik, Yala, Rangae, Kubang Pasu et Setul. Le tribut se composait de deux petits arbres d'or et d'argent, en plus des cadeaux coûteux telles que des armes, des marchandises et des esclaves.
Il y a plusieurs origines et raisons supposées pour l'établissement de la tradition :
- Au XVIIe siècle, les dirigeants Kedah le considéraient comme un gage d'amitié.
- Selon une légende Kedah, un bunga mas a été envoyé comme jouet pour un prince thaïlandais.
- Les rois thaïlandais soutenaient que c'était une reconnaissance de leur suzeraineté[3].

Cette pratique a pris fin avec le Traité anglo-siamois de 1909.